# Raionul Ciudniv, Jîtomîr
Ciudniv (în ucraineană Чуднівський район, transliterat: Ciudnivskîi raion) este un raion în regiunea Jîtomîr, Ucraina. Reședința sa este așezarea de tip urban Ciudniv.

## Demografie
Componența lingvistică a raionului Ciudniv
     Ucraineană (97,8%)
     Rusă (1,99%)
     Alte limbi (0,1%)
Conform recensământului din 2001, majoritatea populației raionului Ciudniv era vorbitoare de ucraineană (97,8%), existând în minoritate și vorbitori de rusă (1,99%).